# (2020) Ukko
(2020) Ukko est un astéroïde de la ceinture principale.
Il a été ainsi baptisé en référence à Ukko, divinité suprême de la mythologie finnoise, maître du tonnerre et des éclairs (équivalent de Thor chez les Vikings et de Zeus chez les Grecs).